# Thrash Zone
Thrash Zone es el quinto álbum de estudio de la banda estadounidense D.R.I., publicado en 1989 por el sello discográfico Metal Blade Records. El disco sigue la misma línea crossover thrash de su anterior álbum, 4 of a Kind. Fueron grabados vídeoclips para las canciones "Beneath the Wheel" y "Abduction".

## Lista de canciones
1. "Thrashard" – 3:40
2. "Beneath the Wheel" – 5:36
3. "Enemy Within" – 2:44
4. "Strategy" – 4:19
5. "Labeled Uncurable" – 3:04
6. "You Say I'm Scum" – 1:55
7. "Gun Control" – 4:59
8. "Kill the Words" – 4:43
9. "Drown You Out" – 2:31
10. "The Trade" – 4:28
11. "Standing in Line" – 1:35
12. "Give a Hoot" – 3:55
13. "Worker Bee" – 0:56
14. "Abduction" – 4:04

Las canciones "Labeled Uncurable" y "You Say I'm Scum" aparecen como bonus tracks en la versión de CD, ya que en la versión en casete no aparecían.

## Créditos
- Spike Cassidy – Guitarra
- Kurt Brecht – Voces
- Felix Griffin – Batería
- John Menor – Bajo